# Солодилова, Зоя Дмитриевна
Зоя Дмитриевна Солодилова (урожд. Митрофанова) (род. 17 июня 1948) — российская солистка оперы, народный артист России (1998).

## Карьера
В 1976 году окончила Харьковский институт искусств.
С 1977 года — солистка Воронежского театра оперы и балета. За эти годы исполнила более 40 партий, среди которых:
Татьяна («Евгений Онегин» П. И. Чайковского),
Лиза («Пиковая дама» П. И. Чайковского),
Мария («Мазепа» П. И. Чайковского),
Иоланта («Иоланта» П. И. Чайковского), Снегурочка, Купава («Снегурочка» Н. А. Римский-Корсаков), Зорка («Сын королевского министра» М. Зив),  
Ярославна («Князь Игорь» А. Бородина), Наташа («Русалка» Даргомыжского), Наталья («В бурю» Т. Н. Хренникова), Леонора («Доротея» Т. Н. Хренникова), вокализ («Песнь торжествующей любви» И. Носорев), вокализ («Тысяча и одна ночь» Ф. Амиров), Аннушка и вокализ («Неизвестный солдат или Брестская крепость» К. В. Молчанова), Инга («Возрожденный май» Губаренко), Евдокия «Пётр первый» и концерт для голоса с оркестром Г. Ставонина,
Жрица («Аида» Дж. Верди),
Марица («Марица» И. Кальмана),
Сильва («Сильва» И. Кальмана), Теодора («Принцесса цирка» И. Кальмана), Ганна («Весёлая вдова» Ф. Легара), 
Маргарита («Фауст» Ш. Гуно), оперы Д. Верди: Елизавета «Дон Карлос», Амелия «Бал Маскарад», Леонора «Трубадур», Дездемона «Отелло», Недда («Паяцци» Р. Леонкавалло), Сантуцца («Сельская честь» П. Масканьи), Миньон («Миньон» А.Тома), оперы Дж. Пуччини: Тоска «Тоска», Мими и Мюзетта «Богема», Донна Анна («Дон Жуан» В. А. Моцарт), Бесси («Порги и Бесс» Д. Гершвин), и другие. 